# Ken Tyrrell
Pour les articles homonymes, voir Tyrrell.

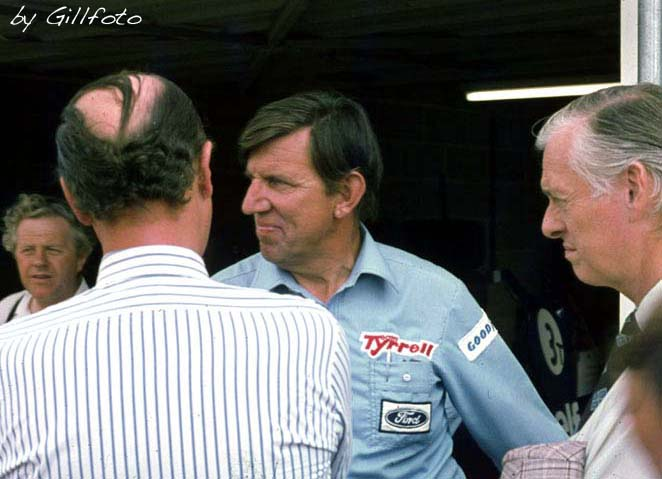
Ken Tyrrell au milieu des années 1970.

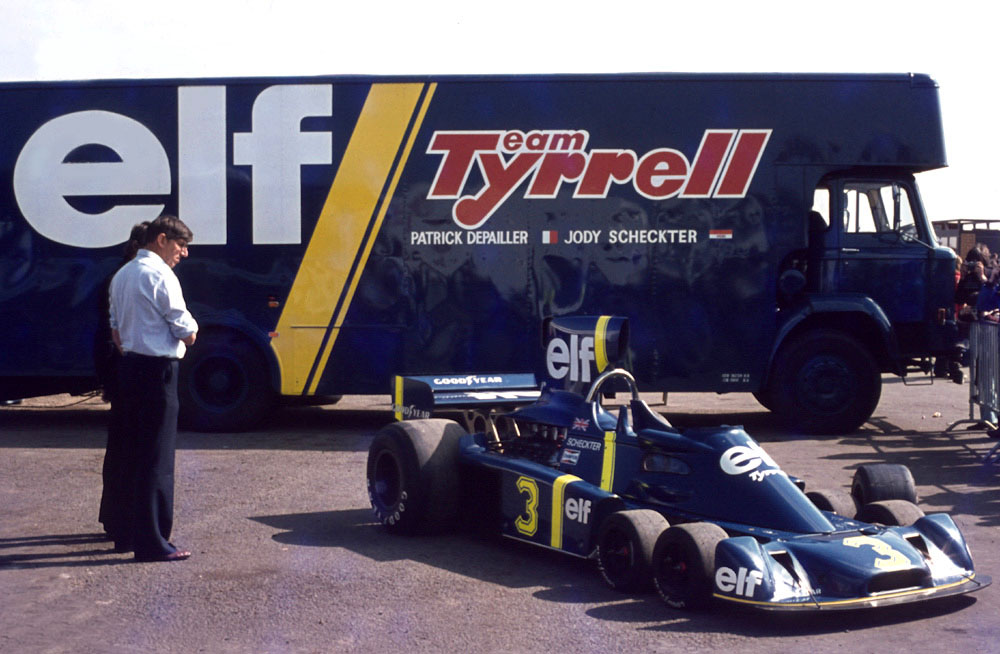
Ken Tyrrell et la Tyrrell P34 testée sur le circuit de Silverstone par Jody Scheckter lors de la du BRDC International Trophy (1976).

Robert Kenneth Tyrrell dit Ken Tyrrell, né le 3 mai 1924 à East Horsley (Surrey, Angleterre) et mort le 25 août 2001, est un pilote automobile britannique et le fondateur et directeur sportif de l'écurie de Formule 1 portant son nom  Tyrrell Racing.

## Biographie
Ken Tyrrell sert dans la Royal Air Force pendant le Seconde Guerre mondiale. Après la fin du conflit, il devient négociant de bois, ce qui lui vaut son surnom de  Bûcheron. En 1952, âgé de vingt-huit ans, il commence sa carrière de pilote automobile en s'engageant dans le championnat britannique de Formule 3 au volant d'une Cooper 500 à moteur Norton dérivé du monocylindre quatre-temps de 500 cm3 de la Norton Manx.
En 1958, il accède au championnat britannique de Formule 2. Au volant d'une Cooper à moteur Climax, il obtient des places d'honneur. En 1959, il met un terme à sa carrière de pilote et commence à diriger une écurie de Formule Junior en utilisant pour atelier le hangar à bois de l'entreprise familiale, la Tyrrell Brothers.
L'écurie de Ken Tyrrell, la Tyrrell Racing Organisation, participe au Grand Prix d'Allemagne 1966 en engageant, en catégorie Formule 2, deux Matra MS5 à moteur BRM, confiées à Hubert Hahne et à Jacky Ickx. L'année suivante, elle participe au Grand Prix d'Allemagne 1967 en engageant, toujours en catégorie Formule 2, une Matra MS7 à moteur Ford Cosworth FVA, confiée à Jacky Ickx.
En 1968, Ken Tyrrell accède à la Formule 1 comme directeur de Matra International, une coentreprise (coentreprise) établie entre sa propre écurie et Matra Sports, la branche sportive du constructeur automobile français Matra Automobiles. D'emblée, elle se révèle compétitive et s'illustre dans le championnat du monde au début des années 1970, en remportant trois titres pilotes, avec l'Écossais Jackie Stewart, dont il avait découvert le talent au milieu des années 1960.
Ken Tyrrell fut aussi impliqué dans une affaire de tricherie en 1984, où son écurie fut écartée du championnat après la découverte d'une supercherie après le Grand Prix de Détroit, USA consistant à faire rouler les Tyrrell au-dessous du poids règlementaire - et donc de les rendre compétitives avec un simple moteur atmosphérique face à des turbos - et à lester un réservoir « à eau » lors d'un ravitaillement éclair à la fin du Grand Prix, de grenaille en plomb. Dès lors son écurie déclina irrévocablement jusqu'à son rachat par BAR en 1998, puis par Honda.
Il meurt dans sa maison du Surrey le 25 août 2001 à 77 ans. Moins de neuf mois plus tard (en Mai 2002), sa femme Norah Isobel, née en 1923, meurt à son tour.